# Musse Piggs födelsedag (1942)
Musse Piggs födelsedag (engelska: Mickey's Birthday Party) är en amerikansk animerad kortfilm med Musse Pigg från 1942.

## Handling
Musse Piggs vänner anordnar ett födelsedagskalas åt honom. I present får han en elektrisk orgel som Mimmi Pigg spelar på och Musse dansar till. Samtidigt ska Långben baka en tårta, men det är ingen lätt uppgift för honom.

## Om filmen
Filmen är den 116:e Musse Pigg-kortfilmen som producerades och den första som lanserades år 1942.
Filmen är en remake av en 11 år äldre Musse Pigg-film som på svenska också heter Musse Piggs födelsedag.
Filmen hade svensk premiär den 25 januari 1943 och gick då med titeln Musse Piggs födelsedag. Alternativa titlar till filmen är Musse Piggs födelsedagskalas och Musse Piggs födelsedagsfest, varav den sistnämnda har använts på DVD.

## Rollista
- Walt Disney – Musse Pigg
- Thelma Boardman – Mimmi Pigg
- Clarence Nash – Kalle Anka
- Pinto Colvig – Långben, Pluto, Klasse
- Florence Gill – Klara Kluck[9]